# Brygada Alexa Boncayao
Brygada Alexa Boncayao – filipińska grupa partyzancka. 

## Nazwa
Nazwa grupy pochodzi od nazwiska bojownika zabitego przez siły bezpieczeństwa w 1983 roku.

## Historia
Utworzona w 1984 roku w wyniku rozłamu w ugrupowaniu Komunistyczna Partia Filipin – Nowa Armia Ludowa. Początkowo formacja działała jako wiejska partyzantka. Z czasem jej działalność zaczęła obejmować również działalność terrorystyczną w miastach (głównie zabójstwa filipińskich i amerykańskich oficjeli).
W 1999 roku formacja rozpoczęła trwające do dziś rozmowy pokojowe z rządem. W grudniu 2000 roku rebelianci podpisali z rządem zawieszenie broni. Pomimo układu grupa nie zaprzestała zbrojnej działalności. Do dzisiaj miejsce mają zbrojne akcje oddziałów Brygady Alexa Boncayao.
W 2016 roku poparła wybór Rodrigo Duterte na prezydenta Filipin.

## Relacje z innymi grupami partyzanckimi
W 1997 roku zawarła sojusz z Rewolucyjną Armią Proletariacką.
Jest skonfliktowana z Nową Armią Ludową. Od 2003 roku miejsce mają ataki bojowników Nowej Armii Ludowej na cele Brygady Alexa Boncayao.

## Struktury
Działa głównie na obszarze wysp Luzon, Negros i Visayas.
Wraz z sojuszniczą Rewolucyjną Armią Proletariacką skupia około 700 bojowników.

## Ideologia
Początkowo była formacją komunistyczną. Po 1995 roku odeszła od tej ideologii. Celem formacji jest ustanowienie na Filipinach reżimu rewolucyjnego. Deklaruje niechęć wobec globalizacji, kapitalizmu i imperializmu (szczególnie amerykańskiego).

## Jako organizacja terrorystyczna
Figuruje na listach organizacji terrorystycznych Departamentu Stanu USA i Japonii.